# N19 (Demokratische Republik Kongo)
Die N19 ist eine Fernstraße in der Demokratischen Republik Kongo. Sie zweigt etwa 15 Kilometer nordwestlich von Kikwit von der N1 ab. Nach 83 km erreicht sie Bulungu, wo die N18 nach Westen abzweigt. Die N19 führt nun abwechselnd nach Nordosten und Südosten, erreicht den Fluss Kasai und endet schließlich nach 341 Kilometern an der N20.